# Goran Fiorentini

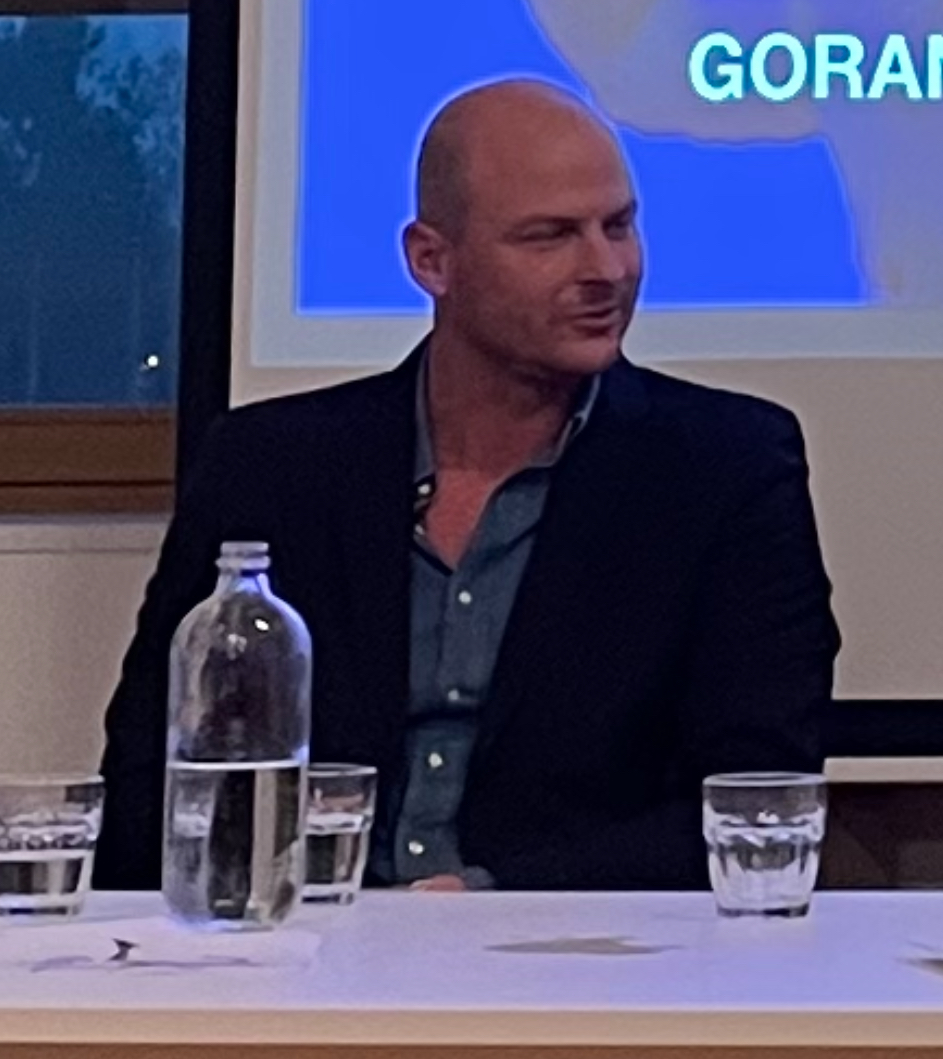
Goran Fiorentini, 2024

Goran Fiorentini Jovanović (* 21. November 1981 in Split) ist ein ehemaliger italienischer Wasserballspieler. Mit der italienischen Nationalmannschaft wurde er Europameisterschaftszweiter 2001 und Weltmeisterschaftszweiter 2003.

## Karriere
Goran Fiorentini und sein Bruder Deni Fiorentini sind Söhne des jugoslawischen Wasserballspielers Branko Jovanović. Sie begannen in Lugano mit dem Wasserballspiel. Goran spielte von 2001 bis 2006 bei Brixia Leonessa Nuoto und wurde 2003 italienischer Meister. Von 2006 bis 2008 wurde er zweimal mit Pro Recco Meister. Später spielte er für Rari Nantes Savona und ab 2015 wieder in Lugano. Mit den Lugano Sharks waren die Brüder Fiorentini mehrfach Schweizermeister.
Im Juni 2001 bei der Europameisterschaft in Budapest erreichten die Italiener durch ein 8:7 über Olympiasieger Ungarn das Finale, dort unterlagen sie der Mannschaft aus Rest-Jugoslawien, eigentlich Serbien und Montenegro, mit 5:8.  Zwei Jahre später bei der Europameisterschaft in Slowenien belegten die Italiener den neunten Platz. Fiorentini erzielte im Verlauf des Turniers fünf Tore. Einen Monat später bei der Weltmeisterschaft in Barcelona besiegten die Italiener im Halbfinale die Mannschaft aus Serbien und Montenegro mit 6:5. Im Finale unterlagen die Italiener den Ungarn mit 9:11 nach zweimaliger Verlängerung. Im Jahr darauf bei den Olympischen Spielen 2004 in Athen wurde die italienische Mannschaft Achte. Fiorentini erzielte in der Vorrunde zwei Treffer.
Ende Juni 2005 war Almeria Austragungsort der Mittelmeerspiele 2005. Die gastgebenden Spanier siegten vor den Italienern und der Mannschaft aus Serbien und Montenegro. In der zweiten Julihälfte wurde die Weltmeisterschaft in Montreal ausgespielt, die Italiener unterlagen im Viertelfinale den Griechen und belegten letztlich den achten Rang. Bei den Mittelmeerspielen 2009 in Pescara siegten die Serben im Wasserballturnier vor den Spaniern, die italienischen Gastgeber erreichten den dritten Platz. Kurz darauf bei der Weltmeisterschaft in Rom belegte die italienische Mannschaft nur den elften Platz. Fiorentini traf in der Vorrunde dreimal.